# Japan Women's Open Tennis 2011 - Qualificazioni singolare
Le qualificazioni del singolare del Japan Women's Open Tennis 2011 sono state un torneo di tennis preliminare per accedere alla fase finale della manifestazione. I vincitori dell'ultimo turno sono entrati di diritto nel tabellone principale. In caso di ritiro di uno o più giocatori aventi diritto a questi sono subentrati i lucky loser, ossia i giocatori che hanno perso nell'ultimo turno ma che avevano una classifica più alta rispetto agli altri partecipanti che avevano comunque perso nel turno finale.

## Giocatori

### Teste di serie
1. Erika Sema (qualificata)
2. Laura Robson (primo turno)
3. Zarina Dijas (primo turno)
4. Noppawan Lertcheewakarn (qualificata)

1. Rika Fujiwara (ultimo turno)
2. Kristina Mladenovic (primo turno)
3. Kristýna Plíšková (ultimo turno)
4. Karolína Plíšková (ultimo turno)

### Qualificate
1. Erika Sema
2. Jaroslava Švedova

1. Shūko Aoyama
2. Noppawan Lertcheewakarn

## Tabellone qualificazioni

### Sezione 1
|  | Primo turno      | Primo turno      | Primo turno      | Primo turno | Primo turno |  |  | Secondo turno | Secondo turno    | Secondo turno | Secondo turno | Secondo turno |   |   | Ultimo turno | Ultimo turno | Ultimo turno | Ultimo turno | Ultimo turno |  |
|  |                  |                  |                  |             |             |  |  |               |                  |               |               |               |   |   |              |              |              |              |              |  |
|  | 1                | Erika Sema       | Erika Sema       | 6           | 6           |  |  |               |                  |               |               |               |   |   |              |              |              |              |              |  |
|  | WC               | Yoshimi Kawasaki | Yoshimi Kawasaki | 0           | 0           |  |  | 1             | Erika Sema       | 5             | 6             | 6             |   |   |              |              |              |              |              |  |
|  | Misa Eguchi      | Misa Eguchi      | Misa Eguchi      | 6           | 3           |  |  |               | Yurika Sema      | 7             | 0             | 3             |   |   |              |              |              |              |              |  |
|  | Yurika Sema      | Yurika Sema      | Yurika Sema      | 78          | 6           |  |  |               |                  |               |               |               |   |   | 1            | Erika Sema   | Erika Sema   | 6            | 6            |  |
|  | Chinami Ogi      | Chinami Ogi      | Chinami Ogi      | 1           | 0           |  |  |               |                  | 5             | Rika Fujiwara | Rika Fujiwara | 3 | 4 |              |              |              |              |              |  |
|  | Çağla Büyükakçay | Çağla Büyükakçay | Çağla Büyükakçay | 6           | 6           |  |  |               | Çağla Büyükakçay | 2             | 6             | 3             |   |   |              |              |              |              |              |  |
|  |                  | Ryoko Fuda       | 6                | 4           | 0           |  |  | 5             | Rika Fujiwara    | 6             | 2             | 6             |   |   |              |              |              |              |              |  |
|  | 5                | Rika Fujiwara    | 2                | 6           | 6           |  |  |               |                  |               |               |               |   |   |              |              |              |              |              |  |

### Sezione 2
|  | Primo turno      | Primo turno         | Primo turno      | Primo turno | Primo turno |  |  | Secondo turno    | Secondo turno     | Secondo turno     | Secondo turno     | Secondo turno     |   |   | Ultimo turno | Ultimo turno | Ultimo turno | Ultimo turno | Ultimo turno |  |
|  |                  |                     |                  |             |             |  |  |                  |                   |                   |                   |                   |   |   |              |              |              |              |              |  |
|  | 2                | Laura Robson        | Laura Robson     | 64          | 4           |  |  |                  |                   |                   |                   |                   |   |   |              |              |              |              |              |  |
|  |                  | Hsieh Su-wei        | Hsieh Su-wei     | 7           | 6           |  |  | Hsieh Su-wei     | Hsieh Su-wei      | Hsieh Su-wei      | 6                 | 6                 |   |   |              |              |              |              |              |  |
|  | Natsumi Hamamura | Natsumi Hamamura    | Natsumi Hamamura | 6           | 6           |  |  | Natsumi Hamamura | Natsumi Hamamura  | Natsumi Hamamura  | 1                 | 2                 |   |   |              |              |              |              |              |  |
|  | Shiho Akita      | Shiho Akita         | Shiho Akita      | 4           | 3           |  |  |                  |                   |                   |                   |                   |   |   | Hsieh Su-wei | Hsieh Su-wei | Hsieh Su-wei | 2            | 4            |  |
|  | WC               | Risa Ozaki          | Risa Ozaki       | 6           | 6           |  |  |                  |                   | Jaroslava Švedova | Jaroslava Švedova | Jaroslava Švedova | 6 | 6 |              |              |              |              |              |  |
|  |                  | Ayumi Oka           | Ayumi Oka        | 4           | 3           |  |  | WC               | Risa Ozaki        | Risa Ozaki        | 0                 | 2                 |   |   |              |              |              |              |              |  |
|  |                  | Jaroslava Švedova   | 4                | 6           | 6           |  |  |                  | Jaroslava Švedova | Jaroslava Švedova | 6                 | 6                 |   |   |              |              |              |              |              |  |
|  | 6                | Kristina Mladenovic | 6                | 1           | 2           |  |  |                  |                   |                   |                   |                   |   |   |              |              |              |              |              |  |

### Sezione 3
|  | Primo turno        | Primo turno        | Primo turno        | Primo turno | Primo turno |  |  | Secondo turno  | Secondo turno     | Secondo turno     | Secondo turno     | Secondo turno |   |      | Ultimo turno | Ultimo turno | Ultimo turno | Ultimo turno | Ultimo turno |  |
|  |                    |                    |                    |             |             |  |  |                |                   |                   |                   |               |   |      |              |              |              |              |              |  |
|  | 3                  | Zarina Dijas       | Zarina Dijas       | 67          | 4           |  |  |                |                   |                   |                   |               |   |      |              |              |              |              |              |  |
|  |                    | Junri Namigata     | Junri Namigata     | 79          | 6           |  |  | Junri Namigata | Junri Namigata    | 4                 | 6                 | 5             |   |      |              |              |              |              |              |  |
|  | Shūko Aoyama       | Shūko Aoyama       | 6                  | 2           | 6           |  |  | Shūko Aoyama   | Shūko Aoyama      | 6                 | 2                 | 7             |   |      |              |              |              |              |              |  |
|  | Qiang Wang         | Qiang Wang         | 4                  | 6           | 1           |  |  |                |                   |                   |                   |               |   |      |              | Shūko Aoyama | 6            | 3            | 7            |  |
|  | Lindsay Lee-Waters | Lindsay Lee-Waters | Lindsay Lee-Waters | 0           | 4           |  |  |                |                   | 8                 | Karolína Plíšková | 0             | 6 | 6(1) |              |              |              |              |              |  |
|  | Abigail Spears     | Abigail Spears     | Abigail Spears     | 6           | 6           |  |  |                | Abigail Spears    | Abigail Spears    | 4                 | 4             |   |      |              |              |              |              |              |  |
|  | WC                 | Kanami Tsuji       | Kanami Tsuji       | 0           | 1           |  |  | 8              | Karolína Plíšková | Karolína Plíšková | 6                 | 6             |   |      |              |              |              |              |              |  |
|  | 8                  | Karolína Plíšková  | Karolína Plíšková  | 6           | 6           |  |  |                |                   |                   |                   |               |   |      |              |              |              |              |              |  |

### Sezione 4
|  | Primo turno  | Primo turno             | Primo turno       | Primo turno | Primo turno |  |  | Secondo turno | Secondo turno           | Secondo turno           | Secondo turno     | Secondo turno |   |   | Ultimo turno | Ultimo turno            | Ultimo turno | Ultimo turno | Ultimo turno |  |
|  |              |                         |                   |             |             |  |  |               |                         |                         |                   |               |   |   |              |                         |              |              |              |  |
|  | 4            | Noppawan Lertcheewakarn | 3                 | 6           | 6           |  |  |               |                         |                         |                   |               |   |   |              |                         |              |              |              |  |
|  |              | Han Xinyun              | 6                 | 1           | 2           |  |  | 4             | Noppawan Lertcheewakarn | Noppawan Lertcheewakarn | 6                 | 6             |   |   |              |                         |              |              |              |  |
|  | Sun Shengnan | Sun Shengnan            | 2                 | 6           | 79          |  |  |               | Sun Shengnan            | Sun Shengnan            | 1                 | 2             |   |   |              |                         |              |              |              |  |
|  | Erika Takao  | Erika Takao             | 6                 | 2           | 67          |  |  |               |                         |                         |                   |               |   |   | 4            | Noppawan Lertcheewakarn | 7            | 4            | 6            |  |
|  | WC           | Kotomi Takahata         | Kotomi Takahata   | 4           | 2           |  |  |               |                         | 7                       | Kristýna Plíšková | 65            | 6 | 4 |              |                         |              |              |              |  |
|  |              | Chiaki Okadaue          | Chiaki Okadaue    | 6           | 6           |  |  |               | Chiaki Okadaue          | 3                       | 6                 | 1             |   |   |              |                         |              |              |              |  |
|  |              | Akiko Ōmae              | Akiko Ōmae        | 2           | 6           |  |  | 7             | Kristýna Plíšková       | 6                       | 3                 | 6             |   |   |              |                         |              |              |              |  |
|  | 7            | Kristýna Plíšková       | Kristýna Plíšková | 6           | 78          |  |  |               |                         |                         |                   |               |   |   |              |                         |              |              |              |  |